# The Hombres
The Hombres est un groupe de musique fondé à Memphis en 1966 avec Gary Wayne McEwen à la guitare, B.B. Cunningham à l'orgue (le frère de la Bill Cunningham du groupe The Box Tops), Jerry Lee Master à la basse et John Will Hunter (D. 1976) aux percussions.
Leur titre Let it All Hang Out fait partie de la bande sonore du film de Cameron Crowe Rencontres à Elizabethtown.
Let it All Hang Out a été également employé dans une campagne publicitaire pour la bière Foster's. La chanson a aussi été reprise par le groupe The Nails en 1985.

## Discographie
- Let it All Hang Out (Cunningham ; McEwan), Verve Forecast (catalogue numéro 5058) en 1967